# We Are Scientists
We Are Scientists — американская рок-группа, участниками которой являются Кит Мюррей (Keith Murray (англ.), гитара, вокал), Крис Кейн (Chris Cain (англ.), бас-гитара, бэк-вокал), Энди Берроуз (Andy Burrows, (англ.), барабаны). Они начали играть в 2000 году. По их словам, они пишут «рок-музыку, иногда эпическую, зачастую громкую, вроде как энергичную, гуманной направленности».
Группа сформировалась, когда участники учились в Клермонте — Мюррей и Кейн в Pomona, Майкл Таппер в Harvey Mudd College. Ребята записали три «хэнд-мэйд» ЕР (Bitching!, Safety, Fun, and Learning (In That Order) и In Action) и записали первую долгоиграющую пластинку With Love and Squalor на Virgin Records. Тремя первыми синглами стали «Nobody Move, Nobody Get Hurt», «The Great Escape» и «It’s a Hit». Альбом получил такое название из-за рассказа Сэлинджера «Дорогой Эсме — с любовью и всякой мерзостью» («For Esmé — with Love and Squalor» (англ.)).
Не так давно был записан альбом Crap Attack, который включает в себя множество В-сайдов и кавер-версий. Название We are Scientists группа получила не случайно. Однажды работник U-Haul (англ.) увидел их оборудование, взятое напрокат, внешность «ботаников» и поинтересовался, не учёные ли они. Ребята ответили «нет», о чём позднее пожалели.
1 ноября 2007 года NME сообщил об уходе Майкла Таппера из группы по невыясненным причинам. После ухода Майкла в составе проходили перестановки, менялись барабанщики. Такая смена привела к формированию полного состава с Барроузом. Новый релиз получил название Barbara, а продвижение и запись осуществлялись с Master Swan Recordings и PIAS Recordings. Дебютный сингл четвертого LP состоялся в апреле 2010 – Rules Don’t Stop.

## Дискография
Альбомы
- Safety, Fun, and Learning (In That Order) (2002)
- With Love and Squalor (2005)
- Crap Attack (2006)
- Brain Thrust Mastery (2008)
- Barbara (2010)
- TV En Francais (2014)
- Helter Seltzer (2016)
- Megaplex (2018)
- Huffy (2021)
- Lobes (2023)
- Qualifying Miles (2025)

#### EP
- Bitchin' (2002)
- In Action (2003)
- The Wolf’s Hour (2005)
- Business Casual (2013)
- Wasabi (2019)

Deluxe Albums
- TV en Français, Sous la Mer (2015)
- Megaplex: Rise of the Lycans (2019)